# Eckhard Jesse
Eckhard Jesse (* 26. Juli 1948 in Wurzen) ist ein deutscher Politikwissenschaftler und Extremismusforscher.
Er war von 1993 bis 2014 Inhaber des Lehrstuhls „Politische Systeme, Politische Institutionen“ an der Technischen Universität Chemnitz. Von 2007 bis 2009 amtierte Jesse als Vorsitzender der Deutschen Gesellschaft für Politikwissenschaft. Gemeinsam mit Uwe Backes vom Hannah-Arendt-Institut für Totalitarismusforschung ist er seit den 1980er/90er Jahren Herausgeber des Jahrbuchs Extremismus & Demokratie und der gleichnamigen Schriftenreihe sowie Gründer des Veldensteiner Kreises zur Erforschung von Extremismus und Demokratie. Jesse und Backes sind auch Autoren des dreibändigen Standardwerkes Politischer Extremismus in der Bundesrepublik (1989). Er wurde immer wieder als Experte und Sachverständiger herangezogen, so auch im ersten und zweiten NPD-Verbotsverfahren.

## Akademischer Werdegang
Jesses Vater war Volksschulrektor; die Familie flüchtete 1958 aus der DDR in die Bundesrepublik Deutschland. Nachdem Jesse zunächst eine Verwaltungslehre absolviert hatte, holte er 1971 das Abitur auf dem zweiten Bildungsweg nach.
Anschließend studierte Jesse von 1971 bis 1976 Politikwissenschaft und Geschichtswissenschaft an der Freien Universität Berlin (Diplom-Politologe 1976). In dieser Zeit war er Stipendiat der Friedrich-Ebert-Stiftung (1972–1978). Am Berliner Otto-Suhr-Institut für Politikwissenschaft gehörte er zu einem Kreis von Schülern, die vom „Vater“ der modernen Politikwissenschaft Ernst Fraenkel beeinflusst wurden. Von 1978 bis 1983 war er wissenschaftlicher Mitarbeiter an der Universität Trier. 1982 wurde er beim Parteienforscher Peter Haungs, sein Zweitgutachter war Erwin Faul, am Fachbereich III mit der preisgekrönten politikwissenschaftlichen Dissertation Wahlrecht zwischen Kontinuität und Reform, die 1985 in die Beiträge zur Geschichte des Parlamentarismus und der politischen Parteien aufgenommen wurde, zum Dr. phil. promoviert. Anschließend war er bis 1989 an der Universität Trier als Hochschulassistent tätig. 1989/90 folgte die Habilitation, die unveröffentlicht blieb, zum Thema Streitbare Demokratie in der Bundesrepublik. Das Beispiel des Extremistenbeschlusses von 1972 und die Privatdozentur am Fachbereich III der Universität Trier im Fach Politikwissenschaft.
Bis 1993 vertrat er Lehrstühle und war Gastprofessor an den Universitäten in München, Trier, Potsdam und Mannheim. Von 1993 bis 2014 hatte er den Lehrstuhl für Politische Systeme, Politische Institutionen am Institut für Politikwissenschaft der Philosophischen Fakultät der TU Chemnitz inne. Von 2010 bis 2012 war er Geschäftsführender Institutsdirektor, davor stellvertretender Direktor.
Er ist Vertrauensdozent der Hanns-Seidel-Stiftung und betreute die Promotionskollegs „Politischer Extremismus und Parteien“ (2002–2004), „Politik- und Parteienentwicklung in Europa“ (2008–2011; mit Roland Sturm und Gerd Strohmeier) und „Demokratie in Europa“ (seit 2013; mit Roland Sturm). Zu seinen akademischen Schülern (80 Doktoranden und 5 Habilitanden) gehören u. a. Andreas H. Apelt, Udo Baron, Farah Dustdar, Carmen Everts, Lothar Fritze, Alexander Gallus, Robert Grünbaum, Florian Hartleb, Falk Illing, Steffen Kailitz, Jürgen P. Lang, Sebastian Liebold, Tom Mannewitz, Helmut Müller-Enbergs, Viola Neu, Tim Peters, Birgit Rätsch, Thomas Schubert, Tom Thieme und Mario Voigt. Hanka Kliese begann ihre Promotion bei Eckhard Jesse.
Jesse ist seit 1983 mit einer Lehrerin verheiratet.

## Wirken
Jesses Forschungsschwerpunkte sind die Demokratie-, Extremismus- und Totalitarismus- sowie Wahl- und Parteienforschung, das politische System der Bundesrepublik Deutschland sowie die historischen Grundlagen der Politik. So vertrat er gemeinsam mit anderen Forschern 1986 die These der alleinigen Täterschaft Marinus van der Lubbes beim Reichstagsbrand von 1933.

### Tätigkeiten und Mitgliedschaften
Eckhard Jesse, Uwe Backes und Rainer Zitelmann waren Gründer des Veldensteiner Kreis zur Erforschung von Extremismus und Demokratie (1990), heute wird die Veranstaltung von Eckhard Jesse, Uwe Backes und Werner Müller organisiert.
In den 1980er Jahren war er gemeinsam mit seinem Lehrer, Peter Haungs, Herausgeber der Reihe Beiträge zur Zeitgeschichte im Colloquium Verlag. Gemeinsam mit Frank-Lothar Kroll gibt er seit 2007 die Reihe Chemnitzer Beiträge zur Politik und Geschichte (LIT Verlag) und gemeinsam mit Roland Sturm seit 2012 die Reihe Parteien und Wahlen (Nomos Verlag) heraus.
Darüber hinaus ist bzw. war er Mitglied zahlreicher wissenschaftlicher Beiräte, Kuratorien und Vorstände u. a. der Bundesstiftung zur Aufarbeitung der SED-Diktatur, der Gesellschaft für Deutschlandforschung, der Stiftung Ettersberg, der Sächsischen Landeszentrale für politische Bildung, des Dresdner Hannah-Arendt-Instituts für Totalitarismusforschung inklusive der Zeitschrift Totalitarismus und Demokratie und dem Journal für Generationengerechtigkeit.
Jesse war Redakteur der Zeitschrift MUT und ständiger Autor der Bundeszentrale für politische Bildung (BpB). Zudem steuerte er umfangreiche Artikel zu der dreißigbändigen Coron-Enzyklopädie, einer vollständigen Überarbeitung der Bertelsmann Lexikothek, bei, wie Staat in Geschichte und Gegenwart, Der demokratische Verfassungsstaat und Diktatur, Extremismus und Terrorismus.
Die CDU-Fraktion der Sächsischen Landtages bestellte Jesse 2012 als Sachverständigen in den dortigen NSU-Untersuchungsausschuss.

### Zusammenarbeit mit dem Verfassungsschutz
Jesse tritt als Referent bei Veranstaltungen des Bundesamtes und der Landesämter für Verfassungsschutz auf.
Seine Publikationen, die teilweise erklärtermaßen zum Behördengebrauch bestimmt sind, werden vom Bundesinnenministerium angekauft und finden in Publikationen des Verfassungsschutzes Verwendung.

### Jahrbuch Extremismus & Demokratie
Gemeinsam mit Uwe Backes vom HAIT gibt Jesse seit 1989 das Jahrbuch Extremismus & Demokratie sowie eine Schriftenreihe gleichen Namens heraus, die inzwischen zu den Standardwerken der Extremismusforschung gehören. 2001 veröffentlichte das Jahrbuch ein biografisches Porträt des Holocaustleugners Horst Mahler, das nach einem Besuch Jesses bei Mahler entstand.

### NPD-Verbotsverfahren
Im Jahr 2003 wurde Eckhard Jesse vom Bundesverfassungsgericht zum Gutachter für das erste NPD-Verbotsverfahren bestellt. In einer Pressemitteilung der TU Chemnitz wurde seine damalige Bewertung wie folgt dargestellt: „Wegen der Bedeutungslosigkeit der NPD hält Jesse einen Parteiverbotsantrag für unzweckmäßig. Gleichwohl sieht er ein Verbot dieser aggressiv-verfassungsfeindlichen Partei als rechtmäßig an.“ In einem Interview äußerte er sich skeptisch zur Wirkung eines NPD-Verbots: „Wozu alle Versuche geführt haben, die NPD mundtot zu machen und zu verbieten, haben wir ja in der Vergangenheit gesehen. Sie gibt es immer noch, und sie konnte sogar nach Jahrzehnten in einen deutschen Landtag einziehen.“ Zwar ist nach Jesses Ansicht „die Verfassungsfeindlichkeit der NPD […] eindeutig gegeben“. Er sah jedoch bei einem möglichen Scheitern des Verbotsverfahren die Gefahr, die NPD könne „den Eindruck erwecken, sie hätte einen demokratischen Persil-Schein“, und äußerte zudem grundsätzliche Bedenken gegen Parteienverbote, die den Bürgern den Eindruck vermitteln könnten, „man werde auf andere Weise mit der Partei nicht fertig“.
2016 wurde er als Sachverständiger im zweiten NPD-Verbotsverfahren vor dem Bundesverfassungsgericht berufen.

## Akademischer Disput und Kontroversen

### Extremismusforschung und Totalitarismusbegriff
Jesse gilt als einer der Gründerväter der Extremismustheorie, die er wie folgt beschreibt:

„Die Extremismustheorie geht davon aus, dass die Rechts- und die Linksextremisten einerseits weit voneinander entfernt, und andererseits dicht benachbart sind, wie die Enden eines Hufeisens. Es gibt Feindbilder, die sich decken, etwa gegen Amerika, gegen die Globalisierung, gegen den Kapitalismus. Es gibt aber auch Feindbilder, die völlig unterschiedlich sind, auf der einen Seite die Fremden, und auf der anderen Seite etwa der Staat, der bekämpft wird.“

Der vergleichend angelegte Extremismusbegriff erlaubt es nach Jesses Ansicht, verschiedene anti-demokratische Strömungen politischer und religiöser Ausrichtungen zu erfassen, ohne diese inhaltlich oder von ihrer Gefahr her gleichzusetzen.
Die von Jesse mitentwickelte Extremismustheorie sowie der Totalitarismusbegriff stehen in Konkurrenz zur Faschismustheorie und werden von verschiedener Seite abgelehnt. So kritisiert beispielsweise der Politologe Richard Stöss, dass eine Gleichsetzung von Linksextremismus und Rechtsextremismus durch den Begriff „Totalitarismus“ sich nicht für eine differenzierende Analyse eigne. Es bestünden gravierende Unterschiede zwischen beiden Phänomenen, insbesondere die originär anti-demokratische Haltung rechter Ideologien werde verschleiert. Dagegen verteidigt etwa der Rechtsextremismus-Experte und SPD-Politiker Mathias Brodkorb Jesses Herangehensweise. Der Politikwissenschaftler Armin Pfahl-Traughber hat der Kritik an der Extremismustheorie in einer „Kritik der Kritik“ vorgehalten, sie gehe von „Fehldeutungen und Missverständnisse[n], aber auch … Unterstellungen und Verzerrungen“ aus. Er verwendet den Extremismusbegriff daher weiterhin.
Nach der Landtagswahl in Hessen 2008 unterstützte Jesse die Entscheidung seiner ehemaligen Doktorandin Carmen Everts, bei der geplanten Wahl zur Ministerpräsidentin nicht für Andrea Ypsilanti und eine durch Die Linke tolerierte Minderheitsregierung nach dem Magdeburger Modell zu stimmen. Die Linke weise „extremistische Züge“ auf, die jedoch kaum noch thematisiert würden. Eckhard Jesse befürwortete zudem die von der früheren Familienministerin Kristina Schröder initiierten Versuche, Präventionsprogramme gegen linken Extremismus und Islamismus zu etablieren, da Deutschland „ein Problem mit Rechts- und mit Linksextremismus“ besitze.

### Sammelband zum Nationalsozialismus
Im Jahr 1990 gab Eckhard Jesse zusammen mit Rainer Zitelmann und Uwe Backes den Sammelband Die Schatten der Vergangenheit. Impulse zur Historisierung des Nationalsozialismus heraus. In diesem stellte Jesse die These auf, dass die deutsche Vergangenheitsbewältigung „selbstgefälliges Auftreten“ und „großmannsüchtiges Säbelrasseln“ verhindere sowie „deutschtümelnde Tendenzen in den Anfängen“ ersticke, was er positiv bewertet. Gleichzeitig kritisiert er, dass die Vergangenheitsbewältigung auch eine „negative Dimension“ annehmen könne, die sich in einer mangelnden Entfaltung eines natürlichen Nationalgefühls sowie einer Vergangenheitsfixierung äußere. Kritik löste die in einem Aufsatz enthaltene Aussage aus, dass es während des Nationalsozialismus zu einem „Modernisierungsschub“ gekommen sei. Jesse vertritt in dem Band zudem die Ansicht, Antisemitismus und Rechtsextremismus seien teilweise „mehr Phantom als Realität“. Die Ursache für die erhöhte Aufmerksamkeit in Bezug auf dieses Phänomen sah Jesse unter anderem in einer besonderen Wachsamkeit jüdischer Verbände in Deutschland: „Jüdische Organisationen brauchen Antisemitismus in einer gewissen Größenordnung, um für ihre Anliegen Gehör zu finden und ihre legitimen Interessen besser zur Geltung zu bringen.“ Andere Autoren des Sammelbandes forderten, Deutschland solle aus dem „Schatten der Vergangenheit“ heraustreten.

### Weitere Kritik
Der Journalist Heribert Prantl kritisierte Eckhard Jesse in der Süddeutschen Zeitung 2010 scharf. So warf er Jesse anlässlich von dessen Bestellung zum Gutachter im ersten NPD-Verbotsverfahren die „Verharmlosung rechtsextremer Umtriebe“ vor. Ihm mangele es an der für einen gerichtlichen Gutachter erforderlichen Objektivität der Sachkunde. Den von Jesse mitherausgegebenen Sammelband zum Nationalsozialismus bezeichnete er als „Standardwerk des gemäßigten Geschichtsrevisionismus“. Auch der Journalist Sebastian Leber warf Jesse 2018 vor, in vielen Fällen eher einseitig und parteilich zu agieren. Der Politikwissenschaftler Lars Rensmann sowie der Historiker Wolfgang Wippermann sehen Jesse, Backes und Zitelmann in der Nähe der Neuen Rechten. Rensmann kritisiert einige Ideologeme Jesses und befindet, dieser habe wenig Berührungsängste mit dem der Neuen Rechten zugeordneten Hans-Helmuth Knütter gehabt, ohne dass er sich allerdings so weit nach rechts wie Knütter bewegt habe.
In der Auseinandersetzung mit Armin Pfahl-Traughber, der eine „Erosion der Abgrenzung“ zwischen Rechtskonservativen und Faschisten sah, befand Jesse 1996, dass es in der Bundesrepublik eine unüberwindbare Grenze zwischen Konservatismus und Rechtsextremismus gäbe:

„(Das ist) überwiegend ein Perzeptionsproblem. […] Die Abwehrmechanismen der hiesigen politischen Kultur […] funktionieren gegen Rechts (anders als in Weimar) und zwar zum Teil in rigoroser Weise, dass auch über jeglichen Verdacht erhabene Kräfte des Verfassungsbogens in eine anrüchige rechte Ecke geraten. Der ‚Blick nach rechts‘ ist überscharf entwickelt; der nach links hingegen getrübt.“

Jesse verweigerte als Vorsitzender des Promotionskolloquiums die Nachprüfung zu Sebastian Maaß’ Dissertation. Maaß, so Jesse, betreibe in unwissenschaftlicher Weise rechtsextreme Apologetik.
Der Politikwissenschaftler und Publizist Michael Lausberg kritisierte 2016, dass Jesse als ein „Vordenker des Verfassungsschutzes“ und „Extremismusforscher“ angesichts der Flüchtlingspolitik von Angela Merkel bemüht sein müsste, „die antidemokratischen und hetzerischen Charakter der AfD zu betonen und nicht ihr noch eine ‚Normalität‘ im politischen Diskurs zuzusprechen.“

## Veröffentlichungen (Auswahl)
- Die Demokratie der Bundesrepublik Deutschland. Eine Einführung in das politische System. Colloquium, Berlin 1978, ISBN 3-7678-0453-0; 8. aktualisierte und erweiterte Auflage. Nomos, Baden-Baden 1997, ISBN 3-7890-5213-2.
- Streitbare Demokratie. Theorie, Praxis und Herausforderungen in der Bundesrepublik Deutschland (= Beiträge zur Zeitgeschichte. Band 2). Colloquium, Berlin 1980, ISBN 3-7678-0490-5; 2. durchgesehene Auflage, ebd. 1981, ISBN 3-7678-0529-4.
- (Hrsg.): Bundesrepublik Deutschland und Deutsche Demokratische Republik. Die beiden deutschen Staaten im Vergleich. Colloquium, Berlin 1980, ISBN 3-7678-0518-9; 4. erweiterte Auflage. ebd. 1985, ISBN 3-7678-0658-4.
- mit Uwe Backes: Totalitarismus, Extremismus, Terrorismus. Ein Literaturführer und Wegweiser zur Extremismusforschung in der Bundesrepublik Deutschland (= Analysen. Band 38). Leske + Budrich, Opladen 1984; 2. aktualisierte und erweiterte Auflage, ebd. 1985, ISBN 3-8100-0560-6.
- Wahlrecht zwischen Kontinuität und Reform. Eine Analyse der Wahlrechtsdiskussion und der Wahlrechtsänderungen in der Bundesrepublik Deutschland 1949–1983 (= Beiträge zur Geschichte des Parlamentarismus und der politischen Parteien. Band 78). Droste, Düsseldorf 1985, ISBN 3-7700-5129-7.
- mit Uwe Backes, Karl-Heinz Janßen, Hans Mommsen, Henning Köhler und Fritz Tobias: Reichstagsbrand – Aufklärung einer historischen Legende (= Piper. Band 785). Mit einem Vorwort von Loe de Jong. Piper, München/Zürich 1986, ISBN 3-492-03027-0; 2. Auflage. ebd. 1987, ISBN 3-492-10785-0.
- Wahlen. Bundesrepublik Deutschland im Vergleich (= Beiträge zur Zeitgeschichte. Band 19). Colloquium, Berlin 1988, ISBN 3-7678-0689-4.
- mit Uwe Backes: Politischer Extremismus in der Bundesrepublik Deutschland. Wissenschaft und Politik, Köln 1989.
  - Band 1: Literatur. ISBN 3-8046-8695-8.
  - Band 2: Analyse. ISBN 3-8046-8727-X.
  - Band 3: Dokumentation. ISBN 3-8046-8728-8.
- mit Uwe Backes: Politischer Extremismus in der Bundesrepublik Deutschland (= Schriftenreihe. Band 272). Bundeszentrale für Politische Bildung, Bonn 1989, ISBN 3-89331-040-1; 4. völlig überarbeitete und aktualisierte Auflage. ebd. 1996, ISBN 3-89331-260-9.
- mit Uwe Backes und Rainer Zitelmann (Hrsg.): Die Schatten der Vergangenheit. Impulse zur Historisierung des Nationalsozialismus. Propyläen, Frankfurt/Berlin 1990, ISBN 3-549-07407-7; 2. Auflage. Ullstein, ebd. 1992, ISBN 3-548-33161-0.
- mit Uwe Backes: Totalitarismus und Totalitarismusforschung. Zur Renaissance einer lange tabuisierten Konzeption (Memento vom 17. Mai 2008 im Internet Archive). In: Jahrbuch Extremismus & Demokratie 4, 1992.
- „Entnazifizierung“ und „Entstasifizierung“ als politisches Problem. In: Josef Isensee (Hrsg.): Vergangenheitsbewältigung durch Recht. Drei Abhandlungen zu einem deutschen Problem (= Wissenschaftliche Abhandlungen und Reden zur Philosophie, Politik und Geistesgeschichte. Band 16). Duncker & Humblot, Berlin 1992, ISBN 3-428-07458-0.
- Repräsentative Demokratie (= Deutschland-Report. Band 23). Knoth, Melle 1995, ISBN 3-88368-272-1.
- Totalitarismus im 20. Jahrhundert. Eine Bilanz der internationalen Forschung. Nomos-Verlagsgesellschaft, Baden-Baden 1996, ISBN 3-7890-4408-3; ebd. 1999, ISBN 3-7890-5954-4.
- mit Konrad Löw (Hrsg.): Vergangenheitsbewältigung. Duncker & Humblot, Berlin 1997, ISBN 3-428-09183-3.
- mit Steffen Kailitz (Hrsg.): Prägekräfte des 20. Jahrhunderts. Demokratie, Extremismus, Totalitarismus. Nomos-Verlagsgesellschaft, Baden-Baden 1997, ISBN 3-7890-4874-7.
- mit Günther Heydemann (Hrsg.): Diktaturvergleich als Herausforderung. Theorie und Praxis (= Schriftenreihe der Gesellschaft für Deutschlandforschung, Band 65). Duncker & Humblot, Berlin 1998, ISBN 3-428-09715-7.
- (Hrsg.): Eine Revolution und ihre Folgen. 14 Bürgerrechtler ziehen Bilanz. Links, Berlin 2000, ISBN 3-86153-223-9.
- Interview zum Verhältnis Konservative-Rechtsextreme. In: Deutschland-Magazin, 7. August 2001.
- mit Manfred Agethen und Ehrhart Neubert (Hrsg.): Der missbrauchte Antifaschismus. DDR-Staatsdoktrin und Lebenslüge der deutschen Linken. Herder, Freiburg/Basel/Wien 2002, ISBN 3-451-28017-5.
- mit Roland Sturm: Demokratien des 21. Jahrhunderts im Vergleich. Historische Zugänge, Gegenwartsprobleme, Reformperspektive. Leske + Budrich, Opladen 2003, ISBN 3-8100-3732-X.
- (Hrsg.): Deutsche Geschichte. Vom Kaiserreich bis heute. Compact-Verlag, München 2004, ISBN 3-8174-5626-3; Neuauflage, ebd. 2008, ISBN 978-3-8174-6606-1.
- mit Alexander Gallus (Hrsg.): Staatsformen. Modelle politischer Ordnung von der Antike bis zur Gegenwart. Ein Handbuch. Böhlau, Köln/Weimar/Wien 2004, ISBN 3-412-07604-X; 2. aktualisierte und ergänzte Auflage: Staatsformen von der Antike bis zur Gegenwart. Ein Handbuch, ebd. 2007, ISBN 978-3-8252-8343-8.
- mit Uwe Backes: Vergleichende Extremismusforschung (= Extremismus und Demokratie. Band 11). Nomos, Baden-Baden 2005, ISBN 3-8329-0997-4.
- Der Umgang mit parteipolitischem Rechtsextremismus. Konrad-Adenauer-Stiftung, Sankt Augustin 2005, ISBN 3-937731-69-5.
- mit Günther Heydemann (Hrsg.): 15 Jahre deutsche Einheit. Deutsch-deutsche Begegnungen, deutsch-deutsche Beziehungen (= Schriftenreihe der Gesellschaft für Deutschlandforschung. Band 89). Duncker & Humblot, Berlin 2006, ISBN 3-428-12130-9.
- mit Uwe Backes (Hrsg.): Gefährdungen der Freiheit. Extremistische Ideologien im Vergleich (= Schriften des Hannah-Arendt-Instituts für Totalitarismusforschung. Band 29). Vandenhoeck & Ruprecht, Göttingen 2006, ISBN 3-525-36905-0.
- (Hrsg.): Friedliche Revolution und deutsche Einheit. Sächsische Bürgerrechtler ziehen Bilanz. Links, Berlin 2006, ISBN 3-86153-379-0.
- mit Hans-Peter Niedermeier (Hrsg.): Politischer Extremismus und Parteien (= Schriftenreihe der Gesellschaft für Deutschlandforschung. Band 92). Duncker & Humblot, Berlin 2007, ISBN 978-3-428-12596-8.
- mit Eckart Klein (Hrsg.): Das Parteienspektrum im wiedervereinigten Deutschland (= Das Parteienspektrum im wiedervereinigten Deutschland. Band 94). Duncker & Humblot, Berlin 2007, ISBN 978-3-428-12624-8.
- mit Eberhard Sandschneider (Hrsg.): Neues Deutschland. Eine Bilanz der deutschen Wiedervereinigung (= Veröffentlichungen der Deutschen Gesellschaft für Politikwissenschaft. Band 24). Nomos, Baden-Baden 2008, ISBN 978-3-8329-3197-1.
- Demokratie in Deutschland. Diagnosen und Analysen. Hrsg. und eingel. von Uwe Backes und Alexander Gallus, Böhlau, Köln/Weimar/Wien 2008, ISBN 978-3-412-20157-9.
- mit Jürgen P. Lang: Die Linke – der smarte Extremismus einer deutschen Partei. Olzog Verlag, München 2008, ISBN 978-3-7892-8257-7.
- Die Parteiendemokratie in der Krise (= Kirche und Gesellschaft. Nr. 351). Bachem, Köln 2008, ISBN 978-3-7616-2114-1.
- Diktaturen in Deutschland. Diagnosen und Analysen. Nomos, Baden-Baden 2008, ISBN 978-3-8329-3679-2.
- Parteiensystem und Koalitionsbildung im Wandel. In: Mut. Heft 6, 2010, S. 1–21.
- mit Gerd Strohmeier und Roland Sturm (Hrsg.): Europas Politik vor neuen Herausforderungen. Barbara Budrich, Opladen/Farmington Hills 2011, ISBN 978-3-86649-382-7.
- mit Tom Thieme (Hrsg.): Extremismus in den EU-Staaten. VS Verlag, Wiesbaden 2011, ISBN 978-3-531-17065-7.
- mit Roland Sturm (Hrsg.): Bilanz der Bundestagswahl 2009. Voraussetzungen, Ergebnisse, Folgen (= Parteien und Wahlen. Band 1). Nomos, Baden-Baden 2012, ISBN 978-3-8329-7606-4.
- mit Gerhard Hirscher (Hrsg.): Extremismus in Deutschland. Schwerpunkte, Vergleiche, Perspektiven (= Extremismus und Demokratie. Band 26). Nomos, Baden-Baden 2013, ISBN 978-3-8487-0090-5.
- mit Frank Decker (Hrsg.): Die deutsche Koalitionsdemokratie vor der Bundestagswahl 2013. Parteiensystem und Regierungsbildung im internationalen Vergleich. Nomos, Baden-Baden 2013, ISBN 978-3-8329-7728-3.
- mit Sebastian Liebold (Hrsg.): Deutsche Politikwissenschaftler – Werk und Wirkung. Von Abendroth bis Zellentin. Nomos, Baden-Baden 2014, ISBN 978-3-8329-7647-7.
- mit Roland Sturm (Hrsg.): Bilanz der Bundestagswahl 2013. Voraussetzungen, Ergebnisse, Folgen (= Parteien und Wahlen. Band 7). Nomos, Baden-Baden 2014, ISBN 978-3-8487-1118-5.
- mit Thomas Schubert und Tom Thieme: Politik in Sachsen. Springer VS, Wiesbaden 2014, ISBN 978-3-531-18550-7.
- mit Tilman Mayer (Hrsg.): Deutschland herausgefordert (= Schriftenreihe der Gesellschaft für Deutschlandforschung. Band 105). Duncker & Humblot, Berlin 2014, ISBN 978-3-428-14449-5.
- mit Thomas Schubert (Hrsg.): Friedliche Revolution und Demokratie. Perspektiven nach 25 Jahren. Links, Berlin 2015, ISBN 978-3-86153-834-9.
- mit Andreas H. Apelt (Hrsg.): Brauchen wir eine Leitkultur? Mitteldeutscher Verlag, Halle (Saale) 2018, ISBN 978-3-96311-033-7.
- mit Tom Mannewitz (Hrsg.): Extremismusforschung. Handbuch für Wissenschaft und Praxis. Nomos Verlag, Baden-Baden 2018, ISBN 978-3-8452-9279-3.
- Interventionen. Zur (Zeit-)Geschichte und zur Politikwissenschaft. Extremismus, Parteien, Wahlen (= Parteien und Wahlen. Band 31). Nomos, Baden-Baden 2023, ISBN 978-3-7560-0669-4.